# Doron Szemu’eli
Doron Szemu’eli (hebr.: דורון שמואלי, ang.: Doron Shmueli, ur. 5 października 1954 w Izraelu) – izraelski polityk, w latach 1998–1999 poseł do Knesetu z listy Likud.
W wyborach parlamentarnych w 1996 nie dostał się do izraelskiego parlamentu. 30 listopada 1998 objął mandat po rezygnacji Piniego Badasza. Nigdy więcej nie zasiadał w Knesecie.